# いろはラムネ
花ブービーは、日本のお笑いコンビ。プロダクション人力舎所属。2024年8月26日まではトリオとして活動していた。

## メンバー
新井 ねこ（本名：荒井 優希〈あらい まさき〉 1996年1月17日 -（29歳））
千葉県我孫子市出身、日本大学生物資源科学部動物資源科学科卒業。
身長168 cm、体重55 kg。血液型はA型。足26.5 cm、頭58 cm。
趣味は昆虫食食べ歩き・猫を愛でる・食品サンプル鑑賞。
特技は昆虫食について詳しい（昆虫食専門店通い）。
かつては1年先輩のピン芸人・梅田元気よくとコンビ「七三猫（なみねこ）」を組んでいたが、2021年7月31日に解散。

水上 あめんぼ（みずかみ あめんぼ、本名：桑田 和哉〈くわだ かずや〉2001年1月22日 -（24歳））
神奈川県厚木市出身、筑波大学生命環境学群生物資源学類卒業（在籍時からプロとして活動）。筑波大学お笑い集団DONPAPA出身。
身長170.3 cm、体重52 kg。血液型はO型。BWHはそれぞれ78・68・82。足25.5 cm、頭55 cm。
趣味は読書（月に5冊程度、太宰治）、音楽鑑賞（フジファブリック）、短編小説執筆。
特技はお化けが見えること（オリジナルの対処法あり）、ウルトラセブン好き（全49話各回のタイトル、登場怪獣・怪人、ちょっとした見どころを語れる）、一輪車、3000mSC（県大会決勝経験あり）。

### 元メンバー
柿田 幸哉（かきた ゆきや、1996年5月17日 -（29歳））
長崎県長崎市出身、明治大学政治経済学部卒業。
身長167 cm、体重55 kg。血液型はO型。BWHはそれぞれ80・68・90。足26cm、頭55cm。 趣味は一人旅（20ヶ国訪問）・海外旅行節約術・カメラ・美容・オートファジー・料理・パン屋巡り。 特技はバドミントン（歴15年、高校時に団体九州大会出場）・ビーチフラッグ・股関節周り。
2024年8月26日、トリオから脱退し、芸人を引退することを発表した。

## 来歴
スクールJCAにて29期生として入り翌年に再入学した新井が、1年後輩の30期生である柿田・水上を誘い2021年に結成。
組んでわずか1年で『白黒アンジャッシュ』内の賞レース「白黒-1グランプリ2022」にて、ジャンクや人間横丁などを抑えて優勝を果たした。
『ぴったり にちようチャップリン』へ出演時、田中卓志（アンガールズ）から「演技力とかコント師として大事な部分が備わっている」と評価された。
2023年、芸歴5年目以内の若手芸人を対象とした賞レース「UNDER5 AWARD 2023」にて準決勝進出。
2024年8月26日、柿田が脱退し、芸人を引退することが人力舎より発表された。今後は新井と水上の2人で活動を続ける。同年11月1日、「花ブービー」に改名。

## 芸風
主にコント。渋谷ラ・ママにて新人コントライブを主催する渡辺正行からは「スジ、ストーリーやシチュエーション、個々の置かれているキャラクターをうまく使って、人間のぶつかり合いやズレ、そういうもので笑わせていこうとしている。コント師として素晴らしい観点を持っているなと思います」と評価された。

## 賞レース戦績

### いろはラムネ
- 2022年 第7回白黒-1グランプリ 優勝
- 2023年 UNDER5 AWARD 2023 準決勝進出
- 2023年 キングオブコント2023 準々決勝進出[3][13]
- 2023年 令和5年度NHK新人お笑い大賞 本選進出[14]
- 2024年 UNDER5 AWARD 2024 3回戦進出
- 2024年 キングオブコント2024 準々決勝進出

### 花ブービー
- 2024年 冗談来人 アオタガイグランプリ2024 優勝

## 出演

### テレビ
- 白黒アンジャッシュ（千葉テレビ）[6][8]
- ネタパレ（フジテレビ）[15]
- ぴったり にちようチャップリン（テレビ東京）[7][9]
- オールナイトフジコ（フジテレビ）
- DayDay.(日本テレビ)
- 証言者バラエティ アンタウォッチマン(テレビ朝日)
- シャカリキ観光地(日本テレビ)

### ラジオ
- マイナビ Laughter Night（TBSラジオ）[12]